# Metacatharsius rubidus
Metacatharsius rubidus är en skalbaggsart som beskrevs av Leon Fairmaire 1891. Metacatharsius rubidus ingår i släktet Metacatharsius och familjen bladhorningar. Inga underarter finns listade i Catalogue of Life.